# Výshniv (Kóvel)
Výshniv (ucraniano: Ви́шнів; polaco: Wiszniów) es un municipio rural y pueblo de Ucrania perteneciente al raión de Kóvel de la óblast de Volinia.
En 2018 el municipio tenía una población de 7090 habitantes, de los que algo más de mil vivían en la capital municipal y el resto repartidos en veinte pedanías. El municipio fue fundado en 2016 mediante la fusión de los consejos rurales de Výshniv, Ladýn, Ólesk, Radéjiv, Rymachí y Shtun, a los que se sumaron en 2017 el de Mashiv y en 2020 el de Jvórostiv. Además de estos ocho pueblos, pertenecen al actual municipio otros trece: Babatsí, Kotsiurý, Mósyr, Pústynka, Hlinianka, Výzhhiv, Chmykos, Berezhtsí, Vysotsk, Zamlynnia, Pryrichchia, Terejy y Rudá.
Se ubica en la periferia meridional de Liúboml, separado de la ciudad por la carretera E373 que une Kiev con Varsovia. Al sur del pueblo sale la carretera T0302, que une Liúboml con Volodímir.

## Historia
Se conoce la existencia del pueblo en documentos desde 1510. En el siglo XIX ya superaba los mil cuatrocientos habitantes y era una localidad habitada principalmente por ucranianos, a diferencia de la colindante Liúboml que era un shtetl habitado por judíos. Entre 1939 y 1991, la RSS de Ucrania estableció aquí la sede de un koljós. Antes de la fundación del actual municipio en 2016, el pueblo era sede de un consejo rural en el raión de Liúboml, que únicamente incluía como pedanías a Babatsí y Kotsiurý.